# Oncocalamus
Oncocalamus (G.Mann & H.Wendl.) H.Wendl., 1878 è un genere di piante appartenente alla famiglia delle Arecacee..

## Tassonomia
Il genere comprende le seguenti specie:
- Oncocalamus macrospathus Burret
- Oncocalamus mannii (H.Wendl.) H.Wendl.
- Oncocalamus tuleyi Sunderl.
- Oncocalamus wrightianus Hutch.

## Distribuzione e habitat
Le specie del genere Oncocalamus sono diffuse nelle foreste tropicali dell'Africa occidentale e centrale, dalla Nigeria sud-orientale sino all'Angola settentrionale.